# Georgios Remoundos

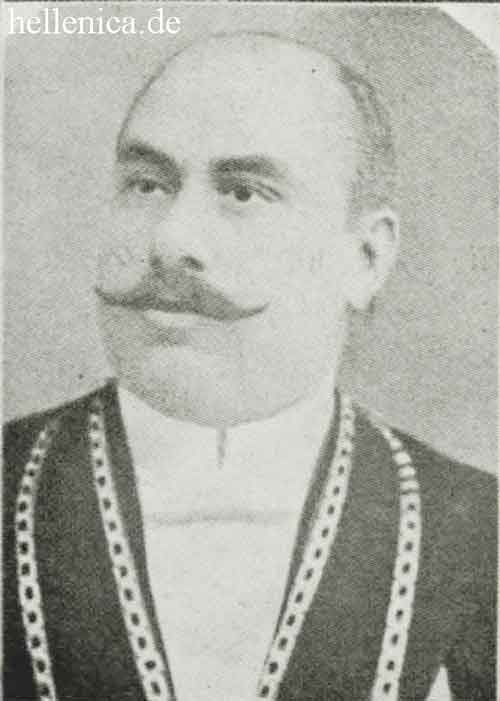
Georgios Remoundos

Georgios Ioannis Remoundos (griechisch Γεώργιος Ρεμούνδος, auch Georges Rémoundos; * 3. März 1878 in Athen; † 27. April 1928) war ein griechischer Mathematiker.

## Leben
Remoundos studierte zunächst an der Universität Athen und erhielt dann ein Stipendium, mit dem er sein Studium in Paris fortsetzte und dort 1905 promoviert wurde. Nach seiner Rückkehr nach Griechenland war er zunächst Dozent und dann Professor an der Universität Athen. Ab 1918 war er Professor an der Nationalen Technischen Universität Athen. Er war ab dem Gründungsjahr 1926 Mitglied der Akademie von Athen. Von 1925 bis 1927 war er Präsident der Griechischen Mathematischen Gesellschaft. Seit 1919 war er Mitherausgeber der Zeitschrift dieser Gesellschaft (Bulletin of the Greek Mathematical Society).
Das Hauptarbeitsgebiet von Remoundos war die Funktionentheorie. Insbesondere arbeitete er über algebroide Funktionen, etwa der Erweiterung des Satzes von Picard und verwandter Sätze auf solche Funktionen. Er befasste sich aber auch mit anderen Themen, etwa Differentialgleichungen.
Remoundos hielt Vorträge auf den Internationalen Mathematikerkongressen (ICM) 1908 in Rom, 1912 in Cambridge und 1920 in Straßburg.